# 叔丁基二甲基硅基

叔丁基二甲基硅基

叔丁基二甲基硅基是常用的硅醚保护基之一，用于羟基的保护。中文全称为叔丁基二甲基硅基，通常都直接称呼英文缩写TBS。
该方法由艾里亚斯·詹姆斯·科里（Elias James Corey）首先使用。
上保护基的常用方法
用 TBDMS-Cl 和噁唑于室温 DMF 溶剂中处理即可，对伯醇的产率相当高。该法对仲醇则很慢，产率欠佳，可用 TBDMSOTf/TEA 来上保护基。
去保护基的常用方法
一般用 TBAF 的含水四氢呋喃溶液室温下处理即可，由生成了强的硅—氟键所致，产率一般都很高。
适用范围
TBDMS 保护基在中性，碱性条件下很稳定，耐强氧化剂和普通还原剂，但怕酸和氢化物还原剂。